# زامل السليم (لاعب كرة قدم)
زامل السليم (من مواليد 29 أكتوبر 1989) في محافظة عنيزة، السعودية, لاعب كرة قدم سعودي يلعب في مركز الهجوم لعب سابقاً في نادي النجمة, وهو هداف دوري الدرجة الثانية السعودي موسم 2009/2010.
التحق بالنجمة السعودي سنة 2005, وتدرج في جميع الفئات السنية لفرق نادي النجمة، البراعم ثم الاشبال والشباب وأخيراً الأول، ولعب في موسم 2007/2008 لدوري الدرجة الثانية السعودي واحرز ستة اهداف، وأول مباراة شارك فيها مع الفريق الأول كانت أمام فريق الأخدود في 25 أكتوبر 2007, وفي موسم 2008/2009 أحرز سبعة اهداف. وفي موسم 2009/2010 توج بلقب هداف دوري الدرجة الثانية بعدما أحرز اثنين وعشرون هدف، وحصل مع فريقه النجمة على درع دوري الدرجة الثانية, وصعد الفريق إلي مصاف أندية دوري الدرجة الأولى السعودي. وفي يونيو 2010 وقع أول عقد احترافي له مع نادي النجمة. وأنتقل لنادي الاتفاق السعودي في موسم 2011-2012.

## نشأته
ولد في 30 ربيع الأول 1410 هـ الموافق 29 أكتوبر 1989 في محافظة عنيزة، ولديه سبعة من الأخوه أربعة من الذكور عبد العزيز وعبد الرحمن وعبد السلام الذي يلعب في درجة الشباب بنادي النجمة، وثلاث من الإناث، وهو الرابع في الترتيب بين أخوته، ووالد محمد كان لاعباً في نادي النجمة في السبعينات. درس في المرحلة الابتدائية بمدرسة السليمانية والمتوسطة في مجمع العليّان، والثانوية في معهد المراقبين الفنيين في عنيزة.

## أحاديث الأنتقال في 2010
في أبريل 2010, ذكرت جريدة الجزيرة أن هناك مفاوضات بين نادي الهلال السعودي واللأعب للأنتقال إليه, إلا ان رئيس نادي النجمة إبراهيم السيوفي نفى ان تكون هناك مفاوضات بين الناديين بشأن اللأعب.
وفي مايو 2010, عادة جريدة الجزيرة مرةً أخرى وذكرت ان مدرب نادي الهلال إيريك غيريتس قد حدد عدة مراكز لتدعيم صفوف الفريق، وأن إدارة نادي الهلال بدأت البحث عن لاعبين محليين، وأن هناك اتصالات بين نادي الهلال ونادي النجمة لضمه إلي فريق الهلال, وفي نفس الشهر ذكرت جريدة الرياض ان مسؤولو نادي النجمة رفضو العرض الذي قدمه نادي الهلال لضمه والذي لم يتجاوز مليون ر.س، وطالب مسؤولو نادي النجمة برفع المبلغ إلى ثلاثة ملايين.
وفي النفس الشهر ذكرت جريدة عكاظ, ان مدرب فريق نادي الاهلي السعودي سيرجيو فارياس, غير مقتنع به.
وفي يونيو 2010, ذكرت جريدة الاقتصادية ان مصدر في نادي الهلال افادها؛ بأن اللأعب ليس ضمن خيارات نادي الهلال للتعاقد معه لتدعيم صفوف الفريق الكروي، وقال «إمكانياته لا تؤهله للعب في صفوف الهلال وهو في حاجة للاحتكاك والمشاركة أكثر». وفي نفس الشهر أوردت جريدة الجزيرة على لسان مدير كرة القدم في نادي النجمة منصور الموسى خبراً؛ يفيد بأن نادي النجمة لم يتلق أي عرض رسمي من أي ناد بشأن طلب خدمات أي لاعب في الفريق وذكر أن هناك بعض العروض الشفهية التي وردت وانه لم يصلهم أي عروض أو خطابات رسمية تشير لمفاوضات رسمية وجادة واقتصرت على بعض الاتصالات الهاتفية, ثم عادت الصحيفة لتنشر خبراً يفيد بأن إدارة نادي الهلال تنوي تقديم عرض رسمي للأعب، بعد أن قاد المفاوضات أحد شرفيي نادي الهلال مع رئيس هيئة أعضاء شرف نادي النجمة أحمد الزامل.
وفي نفس الشهر أيضاً, ذكرت صحيفة الجزيرة ان نادي الهلال السعودي أغلق فكرة التعاقد مع زامل السليم وزميله في الفريق محمد القصمه بمبلغ 5 ملايين ريال سعودي، وذلك بعدما رفضت إدارة نادي النجمة العرض.

### نادي الاتفاق
وفي يوليو 2011, أعلن نادي الاتفاق التوقيع معه بشكل رسمي لمدة أربع سنوات ليكون أولى صفقات موسم 2011-2012 لنادي الاتفاق.
و استطاع خلال فترة قصيرة من إثبات نفسه كمهاجم وهداف حسم .

### نادي الوحدة
أعاره الاتفاق إلى نادي الوحدة مطلع عام 2016 .

## نادي الشعلة
وقع مع نادي الشعلة في عام 2016 بنظام الإعارة من الاتفاق وتعرض لاصابة في الرباط الصليبي وتم فسخ عقده

## إحصائية الانديه التي لعب لها
من تاريخ 1 مايو 2010
| النادي  | الموسم  | الدوري | الدوري  | الكأس  | الكأس   | المجموع | المجموع |
| النادي  | الموسم  | الظهور | الأهداف | الظهور | الأهداف | الظهور  | الأهداف |
| ------- | ------- | ------ | ------- | ------ | ------- | ------- | ------- |
| النجمة  | 2007-08 | 6      | 2       | 0      | 0       | 6       | 6       |
| النجمة  | 2008-09 | 22     | 7       | 1      | 1       | 23      | 8       |
| النجمة  | 2009-10 | 22     | 22      | 0      | 0       | 22      | 22      |
| النجمة  | 2010-11 | 23     | 6       | 0      | 0       | 23      | 6       |
| الاتفاق | 2011-12 | 3      | 1       | 2      | 3       | 5       | 4       |
| الاتفاق | المجموع | 76     | 38      | 3      | 4       | 79      | 46      |

## مسيرته مع المنتخب
في مايو 2008 رشح للأنضمام في المعسكر الإعدادي الذي أقيم في الرياض مع المنتخب السعودي تحت-19 أستعداداً لنهائيات لكأس آسيا للشباب 2008 والتي استضافتها السعودية, إلا انه لم يتم أختياره ضمن التشكيلة النهائية المشاركة في البطولة.
وفي أغسطس 2010 أعلنت قائمة المنتخب السعودي التي تستعد للمشاركة في تصفيات آسيا المؤهلة إلي الألعاب الأولمبية الصيفية 2012.
وقد سجل هدفين ضد المنتخب الأولمبي البحريني، في المباراة الودية التي أقيمت في 8 أكتوبر 2010.
وفي أبريل 2012 استدعى مدرب المنتخب السعودي الهولندي فرانك ريكارد اللاعب الاتفاقي زامل السليم لقائمة المنتخب السعودي المشارك في كأس العرب 2012.

## وصلات خارجية
- الملف الشخصي في كووووة